# ازهيليلة
ازهيليلة هي إحدى قرى ناحية القيارة في محافظة نينوى تقع على بعد حوالي 75 كم عن مدينة الموصل.
1. ↑  "ازهيليلة · العراق". ازهيليلة · العراق (بar-US). Archived from the original on 2022-06-21. Retrieved 2022-06-21.{{استشهاد ويب}}:  صيانة الاستشهاد: لغة غير مدعومة (link)